# Águeda
Pour les articles homonymes, voir Agueda (homonymie).
Águeda est une municipalité (en portugais : concelho ou município) du Portugal, située dans le district d'Aveiro et la région Centre.

## Géographie
Águeda est limitrophe :
- au nord, de Sever do Vouga,
- au nord-est, d'Oliveira de Frades et Vouzela,
- à l'est, de Tondela,
- au sud, de Mortágua et Anadia,
- au sud-ouest, d'Oliveira do Bairro,
- à l'ouest, d'Aveiro,
- au nord-ouest, d'Albergaria-a-Velha.

## Démographie
| 1849  | 1900   | 1930   | 1960   | 1981   | 1991   | 2001   | 2004   | 2011   |
| ----- | ------ | ------ | ------ | ------ | ------ | ------ | ------ | ------ |
| 9 247 | 20 416 | 25 982 | 35 274 | 43 216 | 44 045 | 49 041 | 49 691 | 47 729 |

| 2021   | - | - | - | - | - | - | - | - |
| ------ | - | - | - | - | - | - | - | - |
| 46 131 | - | - | - | - | - | - | - | - |

## Subdivisions
Depuis la loi no 11-A/2013 du 28 janvier 2013, portant réorganisation administrative du territoire des freguesias, la municipalité d'Águeda regroupe 11 paroisses (freguesia, en portugais) contre 20 auparavant :
- Aguada de Cima
- Águeda e Borralha (fusion d'Águeda et Borralha)
- Barrô e Aguada de Baixo (fusion de Barrô et Aguada de Baixo)
- Belazaima do Chão, Castanheira do Vouga e Agadão (fusion de Belazaima do Chão, Castanheira do Vouga et Agadão)
- Fermentelos
- Macinhata do Vouga
- Préstimo e Macieira de Alcoba (fusion de Préstimo et Macieira de Alcoba)
- Recardães e Espinhel (fusion de Recardães et Espinhel)
- Travassô e Óis da Ribeira (fusion de Travassô et Óis da Ribeira)
- Trofa, Segadães e Lamas do Vouga (fusion de Trofa, Segadães et Lamas do Vouga)
- Valongo do Vouga